# Comité interministériel de la sécurité routière
Pour les articles homonymes, voir CISR.
Le Comité interministériel de la sécurité routière (CISR) est un organisme français d'État créé en 1972 afin de définir la politique de sécurité routière en France,.

## Composition et missions
Le Comité interministériel de la sécurité routière (CISR), créé par décret du 5 juillet 1972, comprend tous les ministères concernés par la sécurité routière.
Il comprend à sa création le ministre chargé de la défense nationale, le garde des sceaux, ministre de la justice, le ministre de l'intérieur, le ministre de l'économie et des finances, le ministre de l'éducation nationale, le ministre délégué auprès du Premier ministre, chargé du Plan et de l'aménagement du territoire, le ministre du développement industriel et scientifique, le ministre de l'équipement et du logement, le ministre des postes et télécommunications, le ministre des transports, le ministre de la santé publique et de la sécurité sociale et le secrétaire d'État auprès du Premier ministre
Sa mission est de fixer les grandes orientations de la politique du gouvernement et les actions prioritaires. Il se réunit une à deux fois par an. La délégation à la sécurité et à la circulation routières (DSCR) assure la préparation des réunions et le suivi de la mise en œuvre des actions par l’ensemble des ministères participant à la lutte contre l’insécurité routière.
Le CISR est présidé par le Premier ministre ou, par délégation, par le ministre de l’intérieur. Son secrétariat est assuré par le délégué interministériel à la sécurité routière.
Le Groupe interministériel permanent de sécurité routière (GIPSR) se réunit plusieurs fois par an pour préparer les dossiers abordés par le CISR.